# La Môme vert-de-gris (roman)
Cet article concerne le roman. Pour l'article sur le film, voir La Môme vert-de-gris (film).
La Môme vert-de-gris  — Poison Ivy dans l'édition originale britannique — est un roman policier publié par Peter Cheyney en 1937. C'est le 2e roman de la série mettant en scène Lemmy Caution, détective privé.
En France, le roman est le premier titre publié dans la collection Série noire aux éditions Gallimard en 1945. Il est en outre adapté au cinéma en 1953 sous le même titre par Bernard Borderie, avec Eddie Constantine dans le rôle de Lemmy Caution.

## Résumé
Sous la fausse identité de Perry Charles Rice, courtier en valeurs, l'agent spécial du FBI Samuel M. Caution, surnommé Lemmy Caution, se rend à New York pour prendre contact avec l'agent Myras Duncan qu'il doit aisément reconnaître par sa main droite à laquelle manque la dernière phalange de l'auriculaire. De son côté, Caution doit prouver « son identité en exhibant une cicatrice coup de rasoir de la base du poignet au milieu de la main gauche ». L'homme du FBI est ensuite envoyé par ses patrons à Casablanca pour enquêter sur la disparition de deux millions de dollars qui se sont littéralement volatilisés. Là, il rencontre Carlotta de la Rue, surnommée la Môme vert-de-gris (Poison Ivy, dans l'édition originale). Lemmy découvre bientôt un gang de trafiquants d'or, dont le patron pourrait être Rudy Saltierra, le petit ami de Carlotta. Après de multiples aventures, Lemmy s'avise que le vrai patron de la bande est un magnat insoupçonné, et que Carlotta lui est constamment venue en aide.

## Particularités du roman
Dans l'édition originale, le surnom de Carlotta de la Rue est Poison Ivy, littéralement le sumac vénéneux, une plante sauvage d'Amérique du Nord, variété de liane aussi appelée herbe à puce, qui provoque une dermatite de contact et des démangeaisons.
Le personnage de Carlotta de la Rue serait fondé sur une vraie chanteuse de cabaret. 

## Éditions
Édition originale britannique
- (en) Peter Cheyney, Poison Ivy, Londres, Collins, 1937 (OCLC 12198632)

Éditions françaises
- (fr) Peter Cheyney (auteur) et Marcel Duhamel (traducteur), La Môme vert-de-gris [« Poison Ivy »], Paris, Gallimard, coll. « Série noire no 1 », 1945, 264 p. (BNF 31941453)
- (fr) Peter Cheyney (auteur) et Marcel Duhamel (traducteur), La Môme vert-de-gris [« Poison Ivy »], Paris, Le Livre de poche, coll. « Le Livre de poche policier no 1197 », 1964, 255 p. (BNF 32949815)
- (fr) Peter Cheyney (auteur) et Marcel Duhamel (traducteur) (trad. de l'anglais), La Môme vert-de-gris [« Poison Ivy »], Paris, Gallimard, coll. « Carré noir no 439 », 1982, 283 p. (ISBN 2-07-043439-7, BNF 34688527)

## Adaptation
- 1953 : La Môme vert-de-gris, film français réalisé par Bernard Borderie, avec Eddie Constantine (Lemmy Caution), Dominique Wilms (Carlotta de la Rue) et Howard Vernon (Rudy Saltierra).

## Sources
- Jacques Barzun et Wendell Hertig Taylor, A Catalogue of Crime, New York, Harper & Row, 1989.   (ISBN 0-06-015796-8)
- Jean Tulard, Dictionnaire du roman policier : 1841-2005. Auteurs, personnages, œuvres, thèmes, collections, éditeurs, Paris, Fayard, 2005, 768 p. (ISBN 978-2-915793-51-2, OCLC 62533410), p. 500 (notice sur La Môme vert-de-gris).